# Nguyễn Văn Côn
Nguyễn Văn Côn (1893 - 1981(mất ngày 29-3 âm lịch)), là nhà cách mạng nổi tiếng ở tỉnh Gò Công (nay thuộc tỉnh Tiền Giang), nguyên Bí thư An Nam Cộng sản Đảng ở Gò Công, Bí thư Tỉnh ủy Gò Công năm 1945; Đại biểu Quốc hội các khóa I, II, III, IV và khóa V.
Ông còn gọi là Chín Côn. Ông nội là cụ Nguyễn Văn Chung, phụ tá đắc lực của Phó lãnh binh Tình_Đặng Khánh Tình_trong cuộc khởi nghĩa của Trương Định.
Ông tham gia cách mạng năm 1908, lãnh đạo thành lập tổ chức Cộng hòa Hội để tuyên truyền chủ nghĩa yêu nước, ý thức đấu tranh chống thực dân Pháp xâm lược. Ông làm công nhân thợ nguội của hãng Faci ở Sài Gòn. Sớm giác ngộ phong trào công nhân, đầu năm 1921, ông tham gia vào Công hội đỏ đầu tiên ở Sài Gòn và giữ chức vụ phó Hội trưởng (Hội trưởng của Công hội lúc đó là Tôn Đức Thắng - thợ máy Nhà đèn Chợ Quán; thư ký là Mạnh - Nhà đèn Chợ Quán và thủ quỹ là Sâm - thợ điện Nhà đèn Sài Gòn).
Cuối năm 1926, tổ chức Việt Nam Thanh niên Cách mạng Đồng chí hội (TNCMĐCH) ra đời. Sau khi tiếp nhận tổ chức Công hội thì tổ chức TNCMĐCH phát triển nhanh chóng tại Sài Gòn và lan rộng ra nhiều tỉnh ở Nam Kỳ.
Năm 1927, ông giữ chức Bí thư Tỉnh hội Việt Nam Cách mạng Thanh niên (VNCMTN) tỉnh Gò Công, Ủy viên Kỳ bộ Hội VNCMTN Nam kỳ. Khi tổ chức TNCMĐCH Kỳ bộ Sài Gòn phân công vận động xây dựng cơ sở, Nguyễn Văn Côn liên hệ với Nguyễn Văn Thiệt giới thiệu Châu Văn Ký (lúc ấy đang ở Sài Gòn) và Nguyễn Văn Đức (tự Đại, đang sống tại Long Hồ).
Ông còn về Vĩnh Long, tìm cách gặp gỡ, thảo luận, vận động xây dựng cơ sở, tại một địa điểm bí mật là chùa Minh Sư (vị trụ trì chùa bấy giờ là nhà sư Ngô Văn Lợi) ở làng Tân Giai, tổng Bình Long, Châu Thành, Vĩnh Long (nay thuộc Phường 2, thành phố Vĩnh Long).
Năm 1929, ông gia nhập An Nam Cộng sản Đảng, làm Bí thư An Nam Cộng sản Đảng ở Gò Công. Đầu năm 1929, thực dân Pháp khủng bố rất mạnh; cơ sở của Hội ở Thành phố bị vỡ và hội viên bị bắt rất nhiều. Trước tình hình tổ chức bị xáo trộn, không còn cơ quan lãnh đạo do địch khủng bố tháng 3-1929, Thanh niên Nam kỳ tiến hành Đại hội bầu ra kỳ bộ mới gồm Phạm Văn Đồng, Nguyễn Kim Cương, Nguyễn Văn Côn, Trần Ngọc Quế, Trần Ngọc Giải, sau bổ sung Châu Văn Liêm, do Phạm Văn Đồng làm Bí thư.
Giữa tháng 2-1930, diễn ra Hội nghị hợp nhất Đảng. Cũng trong thời gian này Nguyễn Văn Côn bị bắt, các đảng viên còn lại trong chi bộ phải phân tán đến các tỉnh khác hoạt động, nên khi hợp nhất Đảng thì Gò Công chưa có tổ chức Đảng cấp tỉnh.
1929-1934, ông bị Pháp bắt và đày ra Côn Đảo. Trong tù, ông ra sức học tập chủ nghĩa Mac-Lenin để nâng cao trình độ chính trị và lập trường giai cấp.
Đến năm 1938, sau khi Nguyễn Văn Côn ra tù (bị thực dân Pháp quản thúc tại Gò Công) và có điều kiện liên lạc với Lê Thị Kim Chi (được Xứ ủy giao trách nhiệm về Gò Công gây dựng lại cơ sở Đảng) mới gầy dựng được 1 tổ Đảng ở làng Thạnh Nhựt gồm 5 đảng viên do Ba làm tổ trưởng.
1937-1939, ông trở lại hoạt động bí mật ở Gò Công, xây dựng cơ sở Đảng ở nhiều nơi và kết nạp nhiều Đảng viên mới.
Tháng 5 đến tháng 11/1941, ông bị địch bắt giam, cuộc khởi nghĩa Nam kỳ nổ ra, ông bí mật chỉ đạo các cơ sở cách mạng ở Gò Công hưởng ứng cuộc kháng chiến: rải truyền đơn, phá đường, treo cờ đỏ búa liềm. 
Cuối năm 1942, tại Hội nghị Xứ ủy viên lâm thời tổ chức tại Chợ Gạo, ông được bầu làm Xứ ủy viên lâm thời. Ông đi khắp nơi vận động cách mạng, chuẩn bị thời kỳ mới.

## Lãnh đạo giành chính quyền tại Gò Công
Tháng 5 năm 1945 ông được cử làm Bí thư Tỉnh ủy Gò Công. Tháng 7/1945, ông chỉ đạo thành lập lực lượng Thanh niên Tiền phong ở Gò Công.
Ngày 21 tháng 8, nhân dân An Thạnh Thủy (Chợ Gạo - Mỹ Tho) biểu tình kéo xuống làng Thạnh Nhựt (tổng Hòa Đồng Thượng) lấy mộc của làng, tước súng của hương quản, làm cho chính quyền Gò Công càng thêm lúng túng. Tỉnh trưởng Gò Công phải mời Nguyễn Văn Côn đại diện Việt Minh đến gặp và khẩn thiết nhờ giải quyết.
Ngay trong đêm 21 tháng 8, Nguyễn Văn Côn và Ủy ban dân tộc giải phóng đã thống nhất nhận định: đã đến thời điểm Việt Minh ra công khai và buộc tỉnh trưởng từ chức, giao quyền cho Ủy ban dân tộc giải phóng.
Ngày 24 tháng 8 năm 1945, một cuộc mít tinh lớn tổ chức ở thị xã theo quyết định của Ủy ban dân tộc giải phóng lâm thời Gò Công để mừng cách mạng thắng lợi và chào mừng chính quyền cách mạng của tỉnh ra mắt. Hơn 20.000 người bao gồm đủ các thành phần, từ 40 làng đổ về thị xã biến thành cuộc diễu hành rầm rộ từ các ngả kéo về sân vận động tỉnh. Trong buổi mít tinh Nguyễn Văn Côn thay mặt Ủy ban dân tộc giải phóng lâm thời tỉnh Gò Công, long trọng tuyên bố chính quyền đã thuộc về tay nhân dân, công bố 10 chính sách của Mặt trận Việt Minh.
Cách mạng Tháng Tám năm 1945 thắng lợi. Chính quyền cách mạng tỉnh Mỹ Tho, tỉnh Gò Công được thành lập.
Ngày 15-9-1945, Ủy ban nhân dân tỉnh Gò Công đổi thành Ủy ban hành chính do Nguyễn Văn Côn làm Chủ tịch (đồng chí Nguyễn Văn Cương được chỉ định làm Bí thư Tỉnh ủy). Đơn vị hành chính của Gò Công từ 5 tổng, 40 xã dưới thời thuộc Pháp được chia thành 4 khu và một thị xã. Cuối tháng 9 đầu tháng 10-1945, Gò Công củng cố tổ chức Đảng, Nguyễn Văn Hợp được chỉ định nhiệm vụ Bí thư Tỉnh ủy và Nguyễn Văn Côn làm Chủ tịch Ủy ban hành chánh kiêm Chủ tịch Ủy ban kháng chiến tỉnh.
Cuối tháng 4-1947, Gò Công thành lập Mặt trận Liên Việt - Việt Minh do ông làm Chủ nhiệm.
Năm 1946, ông cùng với Luật sư Trần Công Tường được nhân dân Gò Công tín nhiệm bầu là đại biểu Quốc hội khóa I nước Việt Nam Dân chủ Cộng hòa và các khóa II, III, IV, V..
Năm 1947, ông làm Hội trưởng Hội Liên Việt tỉnh Gò Công.
Tháng 9/1948, Thường trực Tỉnh ủy, kiêm Hội trưởng Hội Liên Việt tỉnh Gò Công.
Năm 1949, ông bị Pháp bắt và đày ra Côn Đảo lần hai.
Sau hiệp định Gionevo ông tập kết ra Bắc. Năm 1961-1965, ông là cộng tác viên Bảo tàng Cách mạng Việt Nam.
Ông là một trong 2 đại biểu quốc hội khoá I (1946-1960) và khoá II (1960-1964) của khu vực Gò Công. Ông được Nhà nước tặng thưởng nhiều huân chương, huy chương, trong đó có Huân chương Hồ Chí Minh…
Năm 1965, do sức yếu, ông nghỉ hưu ở Hà Nội. Sau năm 1975, ông trở về Gò Công (sống ở xã Bình Nghị, huyện Gò Công Đông) và mất năm 1981.
Tên của ông được đặt cho nhiều con đường trong cả nước, nhất là khu vực Gò Công. Tại huyện Gò Công Đông còn có một ngôi trường mang tên trường Trung hoc phổ thông Nguyễn Văn Côn